# Anna Swanwick

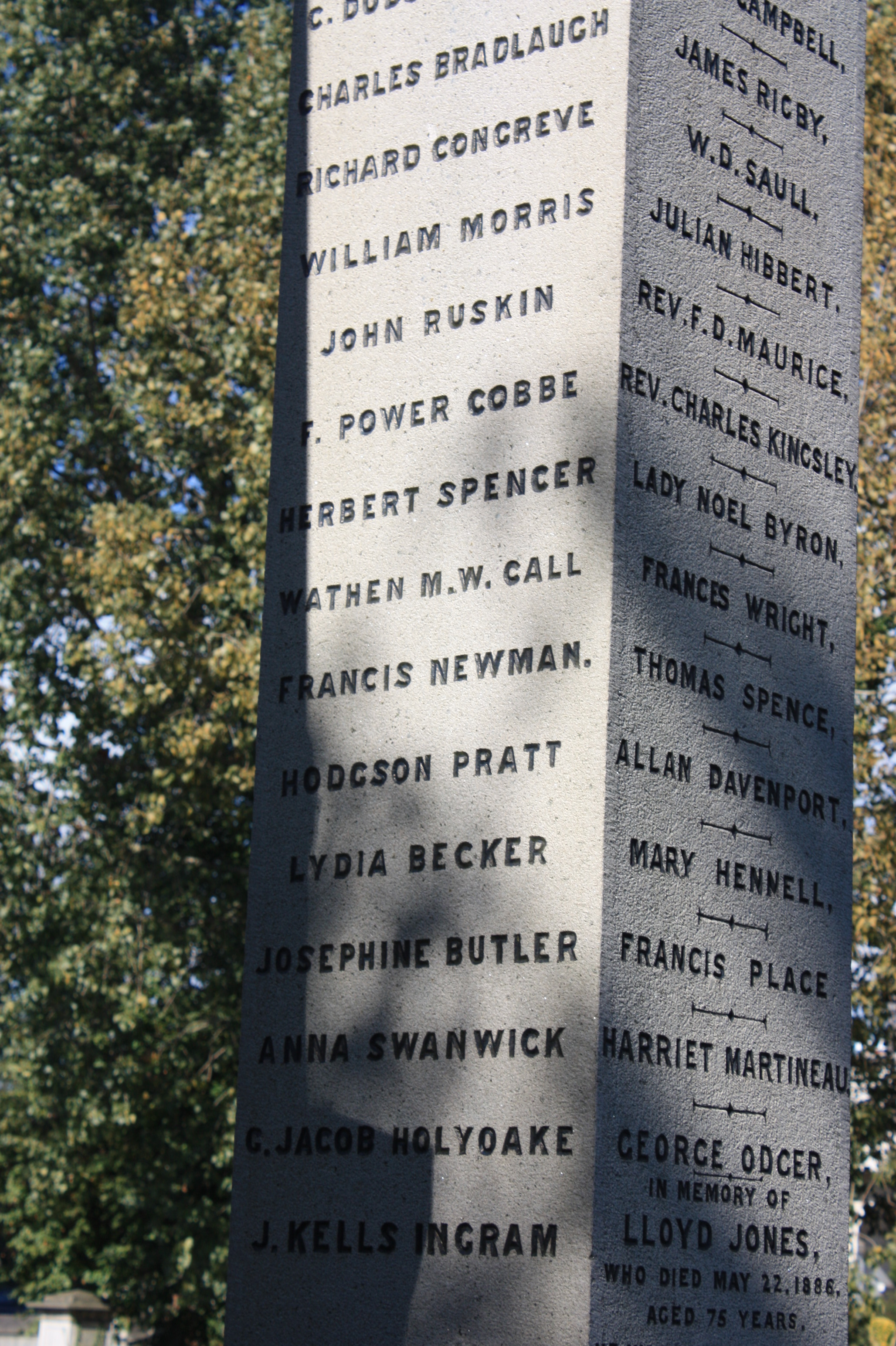
El nombre de Anna Swanwick en la sección más baja del memorial a los Reformistas, Cementerio Kensal Green.

Anna Swanwick (22 de junio de 1813 - 2 de noviembre de 1899) era un autora inglesa y feminista.

## Vida
Anna Swanwick era la hija menor de John Swanwick y su mujer, Hannah Hilditch. Nació en Liverpool el 22 de junio de 1813. Los Swanwick descendían de Philip Henry, inconformista anglicano del siglo XVII. Anna fue educada principalmente en casa, pero, deseando continuar con su educación más allá de la edad típica a la que las niñas iban a colegio en su país en aquel tiempo, fue a Berlín en 1839, donde estudió alemán y griego, y obtuvo conocimientos de hebreo.
Regresó a Inglaterra en 1843 y empezó a traducir alguno de los dramaturgos alemanes. Su primera publicación fue Selections from the Dramas of Goethe and Schiller en 1843. Estás selecciones incluían Torquato Tasso e Ifigenia en Táuride de Goethe, y la obra Sirvienta de Orleans de Schiller. En 1850, publicó un volumen de traducciones de Goethe que contenía la primera parte de Fausto, Egmont, y las dos obras del volumen anterior. Las traducciones son en verso blanco. En 1878, publicó la segunda parte de Fausto. Ambas partes junto con las ilustraciones de Moritz Retzsch se publicaron en un mismo volumen el mismo año. Se publicaron muchas ediciones del Fausto de Swanwick y se incluyó en la colección de traducciones de clásicos extranjeros de Bohn. Su versión en inglés se considera entre las mejores existentes.
Alrededor del 1850, Bunsen le aconsejó probar a traducir del griego, lo que resultó en que en 1865, publicase una traducción en verso blanco de la Trilogía de Aeschylus; y, en 1873, su obra completa. Los coros contienen versos con rima. Se publicaron numerosas ediciones de sus traducciones y se consideran entre las mejores versiones inglesas ya que mantiene una gran similitud respecto al original.
Swanwick no se limitó únicamente a traducir obras literarias. También se interesó en muchos asuntos sociales de la época, especialmente en la educación de las mujeres, y en cultivar la moral y el intelecto de las clases obreras. Swanwick fue miembro de los consejos escolares del Queen's College y Bedford College de Londres, y fue presidenta durante un tiempo de este último.
Swanwick participó en la fundación de Girton College, Cambridge, y Somerville College, Oxford, y en la inclusión de mujeres en las lecciones de King's College. Se asoció con Anthony John Mundella y Joshua Girling Fitch para asegurarse de que la herencia de la señora Emily Jane Pfeiffer, quién dejó en 1890 grandes sumas de dinero para promover una educación superior para las mujeres, fuese depositada. Era una gran defensora del estudio de la literatura inglesa en las universidades, y ella misma hacía clases de esta asignatura en privado a trabajadores y trabajadoras jóvenes.
La vida de Swanwick está dividida entre actividades literarias y activismo filantrópico. Participó activamente en la educación de las mujeres y en su posición en la comunidad. Firmó la petición escrita por John Stuart Mill al parlamento en 1865 para promover el sufragio femenino. La Universidad de Aberdeen le otorgó un grado honorífico de LL.D. Era unitaria. Swanwick era el centro de un gran círculo de amigos distinguidos, incluyendo a Crabb Robinson, Tennyson, Browning, Gladstone, James Martineau, y James Paget, y estos, junto a muchos otros, visitaban su casan de forma frecuente. Se la considera una gran oradora, con gran memoria, puesto que compartía numerosas anécdotas con personas eminentes que había conocido.
Murió el 2 de noviembre de 1899 en Tunbridge Wells, y fue enterrada el 7 de noviembre en el cementerio Highgate.
Su nombre aparece en el lado sur del Memorial a los Reformistas en el cementerio Kensal Green de Londres